# Rhizopulvinaria hissarica
Rhizopulvinaria hissarica är en insektsart som beskrevs av Borchsenius 1952. Rhizopulvinaria hissarica ingår i släktet Rhizopulvinaria och familjen skålsköldlöss. Inga underarter finns listade i Catalogue of Life.